# Primera División (Mexiko) 2003/04
Die Saison 2003/04 der mexikanischen Primera División wurde zum bisher letzten Mal aus 20 Mannschaften gebildet. Um für die kommende Saison die gewünschte Teilnehmerzahl von 18 zu erreichen, mussten neben dem sportlichen Absteiger San Luis zwei weitere Mannschaften die Liga verlassen. Gemäß einem Versammlungsbeschluss der Eigentümer der Erstligavereine traf es die Mannschaften des Querétaro FC und des CD Irapuato, dem Aufsteiger des Vorjahres.
Meister der Apertura 2003 wurde der CF Pachuca, der in der Gesamttabelle der Saison den vierten Platz belegt hatte. Meister der Clausura 2004 wurde die Mannschaft der UNAM Pumas, die mit 16 Punkten Vorsprung auf Verfolger (und Finalgegner) Guadalajara mit Abstand beste Mannschaft der gesamten Saison.
Insgesamt gab es 380 Punktspiele, 28 Spiele in der Liguilla und 6 Spiele in der Repechaje.
Die meisten Spiele (48) absolvierten der Deportivo Toluca FC und Cruz Azul. Toluca musste in der Apertura 2003 durch die Repechaje und erreichte in beiden Spielzeiten das Halbfinale. Cruz Azul war die einzige Mannschaft, die in beiden Turnieren durch die Repechaje musste und jeweils einmal im Viertelfinale und im Halbfinale scheiterte.

## Rekorde

### Höchste Ergebnisse
Das torreichste Spiel der Saison fand am 8. Spieltag der Apertura 2003 im „Nordderby“ zwischen Santos Laguna und CF Monterrey (5:5) statt. Der höchste Heimsieg der Saison war ein 6:0 und kam insgesamt dreimal vor: am 1. November 2003 zwischen Deportivo Toluca und Club América, am 4. April 2004 zwischen Puebla und Irapuato sowie am 25. April 2004 zwischen Santos Laguna und Morelia. Der höchste Auswärtssieg war ein 7:1-Erfolg der Tigres am 24. August 2003 in Querétaro.

### Serien
Während Querétaro in der Apertura 2003 nur einen Sieg (1:0 bei Atlas am 15. Spieltag) verbuchen konnte, aber 14 Mal verlor, haben die Jaguares in der Clausura 2004 nur einmal verloren: am 2. Spieltag mit 1:2 in Toluca durch ein Tor von José Manuel Abundis in der 90. Minute.

## Tabellen

### Gesamtjahrestabelle 2003/04
| Pl. | Verein              | Sp. | S  | U  | N  | Tore    | Diff. | Punkte |
| --- | ------------------- | --- | -- | -- | -- | ------- | ----- | ------ |
| 1.  | UNAM Pumas          | 38  | 23 | 10 | 5  | 076:420 | +34   | 79     |
| 2.  | Chivas Guadalajara  | 38  | 19 | 6  | 13 | 060:510 | +9    | 63     |
| 3.  | Jaguares de Chiapas | 38  | 17 | 12 | 9  | 056:540 | +2    | 63     |
| 4.  | CF Pachuca          | 38  | 16 | 14 | 8  | 060:520 | +8    | 62     |
| 5.  | UANL Tigres         | 38  | 17 | 9  | 12 | 075:590 | +16   | 60     |
| 6.  | Club América        | 38  | 17 | 9  | 12 | 068:530 | +15   | 60     |
| 7.  | CF Atlante          | 38  | 15 | 13 | 10 | 061:470 | +14   | 58     |
| 8.  | Deportivo Toluca    | 38  | 16 | 9  | 13 | 064:490 | +15   | 57     |
| 9.  | Santos Laguna       | 38  | 14 | 10 | 14 | 072:590 | +13   | 52     |
| 10. | Necaxa              | 38  | 12 | 15 | 11 | 045:440 | +1    | 51     |
| 11. | Cruz Azul           | 38  | 13 | 11 | 14 | 066:640 | +2    | 50     |
| 12. | UAG Tecos           | 38  | 14 | 7  | 17 | 063:690 | −6    | 49     |
| 13. | Monarcas Morelia    | 38  | 13 | 9  | 16 | 050:640 | −14   | 48     |
| 14. | CD Irapuato         | 38  | 12 | 12 | 14 | 046:620 | −16   | 48     |
| 15. | CF Atlas            | 38  | 11 | 13 | 14 | 057:570 | ±0    | 46     |
| 16. | CD Veracruz         | 38  | 12 | 8  | 18 | 059:790 | −20   | 44     |
| 17. | CF Monterrey        | 38  | 7  | 19 | 12 | 057:590 | −2    | 40     |
| 18. | Puebla FC           | 38  | 10 | 10 | 18 | 050:590 | −9    | 40     |
| 19. | Querétaro FC        | 37  | 6  | 13 | 18 | 040:710 | −31   | 31     |
| 20. | San Luis FC         | 38  | 6  | 11 | 21 | 043:740 | −31   | 29     |

### Kreuztabelle 2003/04
Die Kreuztabelle stellt die Ergebnisse aller Spiele dieser Saison dar. Der Name der Heimmannschaft ist in der linken Spalte, das Logo bzw. ein Kürzel der Gastmannschaft in der oberen Zeile aufgelistet.
| 2003/04             | UNAM Pumas | Deportivo Guadalajara | JAG | CF Pachuca | UANL Tigres | AME | CF Atlante | Deportivo Toluca | Santos Laguna | Necaxa | CD Cruz Azul | UAG Tecos | Monarcas Morelia | IRA | CF Atlas | CD Veracruz | CF Monterrey | Puebla FC | Querétaro Fútbol Club | Club San Luis |
| ------------------- | ---------- | --------------------- | --- | ---------- | ----------- | --- | ---------- | ---------------- | ------------- | ------ | ------------ | --------- | ---------------- | --- | -------- | ----------- | ------------ | --------- | --------------------- | ------------- |
| UNAM Pumas          |            | 3:0                   | 0:1 | 1:2        | 2:1         | 4:3 | 1:1        | 3:2              | 3:2           | 2:0    | 2:1          | 2:2       | 2:1              | 0:0 | 3:0      | 6:1         | 3:2          | 3:0       | 2:0                   | 0:0           |
| Chivas Guadalajara  | 2:0        |                       | 0:1 | 1:0        | 2:3         | 0:1 | 1:0        | 0:0              | 2:1           | 2:3    | 4:3          | 3:1       | 0:1              | 2:0 | 1:0      | 3:1         | 0:2          | 0:0       | 2:0                   | 4:1           |
| Jaguares de Chiapas | 2:5        | 2:1                   |     | 0:2        | 4:2         | 2:1 | 2:1        | 0:1              | 1:1           | 1:1    | 2:1          | 3:3       | 2:1              | 2:2 | 1:1      | 1:0         | 3:2          | 3:1       | 0:0                   | 4:3           |
| CF Pachuca          | 0:3        | 2:0                   | 3:3 |            | 1:1         | 2:1 | 0:0        | 1:0              | 2:2           | 0:0    | 4:1          | 2:1       | 2:1              | 1:1 | 1:1      | 2:1         | 1:1          | 0:2       | 2:2                   | 2:0           |
| UANL Tigres         | 1:1        | 4:2                   | 1:0 | 3:3        |             | 2:1 | 0:2        | 1:0              | 1:1           | 2:1    | 1:1          | 2:1       | 2:0              | 3:1 | 4:1      | 4:1         | 3:2          | 2:3       | 1:2                   | 3:3           |
| Club América        | 1:1        | 1:2                   | 5:0 | 1:2        | 2:1         |     | 1:1        | 2:1              | 0:0           | 3:2    | 1:1          | 0:1       | 1:0              | 1:0 | 3:0      | 3:2         | 3:2          | 4:1       | 1:1                   | 2:0           |
| CF Atlante          | 2:4        | 2:2                   | 3:0 | 3:2        | 2:2         | 0:0 |            | 0:1              | 2:1           | 3:1    | 3:3          | 1:0       | 2:2              | 0:1 | 3:4      | 3:3         | 0:0          | 3:0       | 2:1                   | 2:0           |
| Deportivo Toluca    | 2:2        | 2:1                   | 2:1 | 1:1        | 3:2         | 6:0 | 3:4        |                  | 4:1           | 2:2    | 1:2          | 2:1       | 2:0              | 1:1 | 2:2      | 2:3         | 2:0          | 0:0       | 2:0                   | 5:0           |
| Santos Laguna       | 3:0        | 0:1                   | 1:1 | 1:2        | 2:3         | 0:1 | 2:3        | 3:2              |               | 1:1    | 3:2          | 2:1       | 6:0              | 5:0 | 3:2      | 3:0         | 5:5          | 2:0       | 2:1                   | 2:0           |
| Necaxa              | 0:1        | 3:0                   | 0:1 | 1:1        | 2:1         | 1:0 | 2:0        | 1:0              | 2:2           |        | 0:0          | 0:0       | 2:1              | 0:1 | 0:1      | 1:0         | 1:1          | 1:0       | 1:0                   | 1:1           |
| Cruz Azul           | 2:0        | 2:1                   | 1:3 | 1:2        | 1:1         | 1:1 | 1:3        | 3:1              | 0:2           | 3:1    |              | 2:2       | 0:2              | 3:3 | 4:1      | 2:3         | 1:0          | 1:0       | 2:0                   | 1:4           |
| Tecos de la UAG     | 1:3        | 2:4                   | 3:2 | 2:5        | 2:1         | 1:1 | 3:0        | 1:2              | 3:3           | 3:0    | 2:5          |           | 1:0              | 1:3 | 1:0      | 3:2         | 2:1          | 2:1       | 1:2                   | 1:2           |
| Monarcas Morelia    | 0:3        | 0:1                   | 1:1 | 4:1        | 1:2         | 3:6 | 0:3        | 1:2              | 2:4           | 3:3    | 2:0          | 3:2       |                  | 1:1 | 2:1      | 2:0         | 1:0          | 1:0       | 3:2                   | 2:1           |
| CD Irapuato         | 0:1        | 2:3                   | 0:0 | 0:1        | 2:0         | 2:1 | 0:0        | 2:1              | 0:3           | 1:3    | 1:2          | 2:3       | 1:1              |     | 2:1      | 3:2         | 2:1          | 3:1       | 2:1                   | 3:1           |
| CF Atlas            | 0:1        | 1:1                   | 0:0 | 3:1        | 2:2         | 3:1 | 2:1        | 2:0              | 2:0           | 1:1    | 0:2          | 3:2       | 1:1              | 6:1 |          | 2:2         | 2:3          | 1:1       | 0:1                   | 4:1           |
| CD Veracruz         | 3:4        | 1:4                   | 1:3 | 3:1        | 1:0         | 3:2 | 0:3        | 2:3              | 2:1           | 3:2    | 2:6          | 1:1       | 0:1              | 1:0 | 1:1      |             | 1:1          | 2:1       | 3:0                   | 3:1           |
| CF Monterrey        | 0:1        | 3:3                   | 0:1 | 2:2        | 3:3         | 2:2 | 1:0        | 0:0              | 2:1           | 0:0    | 0:0          | 3:0       | 1:1              | 2:2 | 1:1      | 1:1         |              | 2:2       | 3:1                   | 3:2           |
| Puebla FC           | 1:1        | 1:1                   | 4:1 | 3:0        | 0:1         | 1:3 | 1:1        | 1:2              | 1:1           | 2:2    | 3:2          | 0:1       | 4:2              | 6:0 | 1:1      | 3:4         | 1:0          |           | 1:0                   | 1:2           |
| Querétaro FC        | 3:3        | 1:2                   | 0:0 | 0:0        | 1:7         | 1:3 | 0:2        | 2:1              | 2:0           | 1:1    | 3:3          | 0:3       | 2:2              | 1:1 | 1:0      | 0:0         | 4:4          | 0:2       |                       | 4:4           |
| San Luis FC         | 0:0        | 1:2                   | 1:2 | 1:4        | 0:2         | 1:5 | 0:0        | 1:1              | 3:0           | 0:2    | 0:0          | 1:3       | 0:1              | 0:0 | 1:4      | 0:0         | 1:1          | 4:0       | 3:0                   |               |

## Liguillas der Apertura 2003

### Repechaje (Qualifikation)
|                     | Gesamt |                    | Hinspiel | Rückspiel |
| ------------------- | ------ | ------------------ | -------- | --------- |
| Deportivo Toluca FC | 6:4    | Chivas Guadalajara | 4:0      | 2:4       |
| Cruz Azul           | 4:1    | UAG Tecos          | 1:0      | 3:1       |

Die Repechaje war erforderlich, weil Chivas Guadalajara (Dritter der Gruppe 4 mit 29 Punkten) und die Tecos UAG (Dritter der Gruppe 3 mit 31 Punkten) mehr Punkte erzielt hatten als die Zweitplatzierten der Gruppen 1 (Toluca) und 2 (Cruz Azul) mit jeweils 27 Punkten.

### Viertelfinale
|                     | Gesamt |               | Hinspiel | Rückspiel |
| ------------------- | ------ | ------------- | -------- | --------- |
| Cruz Azul           | 2:2    | UANL Tigres   | 0:1      | 2:1       |
| Deportivo Toluca FC | 4:2    | UNAM Pumas    | 2:2      | 2:0       |
| Atlante             | 5:3    | Santos Laguna | 3:1      | 2:2       |
| Necaxa              | 3:4    | CF Pachuca    | 1:3      | 2:1       |

Die Tigres setzten sich bei Gleichstand (2:2) gegenüber Cruz Azul durch, weil sie in der Liga mehr Punkte erzielt hatten (38) als Cruz Azul (27).

### Halbfinale
|                     | Gesamt |             | Hinspiel | Rückspiel |
| ------------------- | ------ | ----------- | -------- | --------- |
| Deportivo Toluca FC | 1:2    | UANL Tigres | 1:0      | 0:2       |
| Atlante             | 1:2    | CF Pachuca  | 0:0      | 1:2       |

### Finale
|            | Gesamt |             | Hinspiel | Rückspiel |
| ---------- | ------ | ----------- | -------- | --------- |
| CF Pachuca | 3:2    | UANL Tigres | 3:1      | 0:1       |

## Liguillas der Clausura 2004

### Repechaje (Qualifikation)
|           | Gesamt |            | Hinspiel | Rückspiel |
| --------- | ------ | ---------- | -------- | --------- |
| Cruz Azul | 4:1    | CF Pachuca | 2:1      | 2:0       |

Der amtierende Meister Pachuca qualifizierte sich mit 26 Punkten als Dritter der Gruppe 1 für die Repechaje und schied gegen Cruz Azul, mit 23 Punkten Zweitplatzierter der Gruppe 2, aus.

### Viertelfinale
|                     | Gesamt |                    | Hinspiel | Rückspiel |
| ------------------- | ------ | ------------------ | -------- | --------- |
| Cruz Azul           | 4:3    | Jaguares           | 2:1      | 2:2       |
| Atlante             | 3:3    | Chivas Guadalajara | 2:0      | 1:3       |
| Deportivo Toluca FC | 4:2    | Club América       | 3:2      | 1:0       |
| CF Atlas            | 2:5    | UNAM Pumas         | 1:2      | 1:3       |

Guadalajara setzte sich bei Gleichstand (3:3) gegenüber Atlante durch, weil man in der Liga mehr Punkte erzielt hatte (34) als sein Kontrahent (27).

### Halbfinale
|                     | Gesamt |                    | Hinspiel | Rückspiel |
| ------------------- | ------ | ------------------ | -------- | --------- |
| Deportivo Toluca FC | 1:2    | Chivas Guadalajara | 1:0      | 0:2       |
| Cruz Azul           | 2:3    | UNAM Pumas         | 0:0      | 2:3       |

Der Clásico Chilango, das Hauptstadtderby zwischen Cruz Azul und UNAM Pumas, endete exakt mit denselben Ergebnissen wie im Viertelfinale der Apertura 2002.

### Finale
|                    | Gesamt |            | Hinspiel | Rückspiel |
| ------------------ | ------ | ---------- | -------- | --------- |
| Chivas Guadalajara | 1:1    | UNAM Pumas | 1:1      | 0:0       |

Im Finale gilt nicht die Regel, wonach bei Gleichstand die punktbessere Mannschaft der Punktspielrunde gewinnt. Dies wären die Pumas gewesen, die mit 41 Punkten gegenüber Guadalajara mit 34 im Vorteil gewesen wären. So fiel die Entscheidung im Elfmeterschießen, wo sich die Pumas mit 5:4 durchsetzen konnten. Der Unglücksrabe bei Guadalajara war Rafael Medina, der den letzten Elfmeter nicht verwandeln konnte.